# Villar del Infantado
Villar del Infantado è un comune spagnolo di 47 abitanti situato nella comunità autonoma di Castiglia-La Mancia.